# Harwell Dekatron

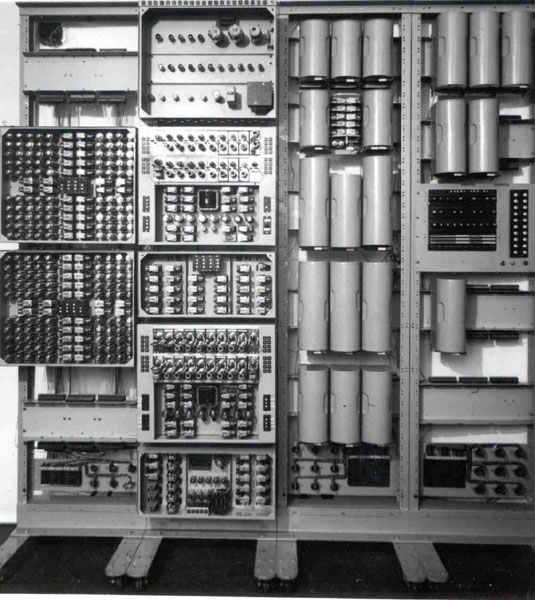
El Ordenador Harwell Dekatron

El Harwell Dekatron Computer, más tarde conocido como el Wolverhampton Instrument for Teaching Computing from Harwell o WITCH (Instrumento Wolverhampton para la Enseñanza de la Informática de Harwell o BRUJA), es uno de los ordenadores británicos pioneros basado en relés y tubos décatron de la década de 1950. Entre 2009 y 2012 fue restaurado en el National Museum of Computing ubicado en Bletchley Park. En 2013 entró por segunda vez en el libro Guinness de los récords cuando lo reconoció como el ordenador digital más antiguo del mundo en funcionamiento tras su restauración, anteriormente mantuvo el título muchos años hasta ser dejado fuera de servicio en 1973. El museo utiliza el ordenador para enseñar sobre informática a los escolares de manera visual usando su memoria con tubos dekatron.

## Construcción y uso en Harwell
El ordenador, que pesa dos toneladas y media, fue construido y utilizado en el Atomic Energy Research Establishment (Instituto de Investigación sobre la Energía Atómica) en Harwell, Oxfordshire. La construcción comenzó en 1949 y la máquina se mantuvo operativa en abril de 1951. Fue entregado al grupo de informática en mayo de 1952 y quedó en uso hasta 1957.
Utiliza tubos dekatrons como memoria volátil (la RAM en un ordenador moderno) y cinta de papel para entrada y almacenamiento del programa. La salida era hacia un teletipo Creed o a una perforadora de cinta del papel. La máquina era decimal, fue montada usando relés, que eran los componentes más habituales de las centrales telefónicas de conmutación británicas,  e inicialmente disponía de veinte registros de ocho dígitos para su almacenamiento interno, que fueron aumentado a 40, lo que parecía ser suficiente para casi todos los  cálculos. Delwyn Holroyd, quién dirigió el esfuerzo de restauración, dijo en un vídeo de la BBC sobre la restauración: "En su conjunto, la máquina puede almacenar 90 números. La analogía más cercana es un hombre con una calculadora de bolsillo." A pesar de que  podía en ocasiones trabajar como un ordenador de programa almacenado, este no era su modo normal de operación. El tiempo para realizar una multiplicación es de entre 5 y 10 segundos, muy lento para un ordenador electrónico.
Cooke-Yarborough escribió sobre su diseño en 1953: "Un ordenador lento sólo puede justificar su existencia si es capaz de permanecer en ejecución largos periodos de tiempo de forma desatendida, de forma que el tiempo empleado en operaciones normales de computación sea una proporción grande  del tiempo total disponible". El diseño fue orientado hacia su fiabilidad, de forma que en el periodo de mayo de 1952 hasta febrero de 1953 operaba 80 horas por semana. El Dr. Jack Howlett, Director del Laboratorio de Ordenadores en el AERE entre 1948 y 1961 dijo: "Podría quedar desatendida por largos periodos; recuerdo un registro realizado en las vacaciones entre Navidad y Año Nuevo en que permaneció sin asistencia, con millas de datos de entrada en cinta perforada para mantenerla feliz, fueron al menos diez días y todavía estaba procesando cuándo volvimos." Su característica principal era la durabilidad incansable de la máquina, más que su velocidad. Los calculadores humanos (un puesto de trabajo llamado "ordenador manual") podría hacer cálculos a una velocidad similar, pero no continuamente durante el mismo tiempo que la máquina.

Un día EB 'Bart' Fossey, un excelente ordenador manual (todavía en lo que solía llamarse el Atlas Computer Laboratory), se situó al lado de la máquina con su máquina de escritorio e intentó una carrera. Se mantuvo nivelado trabajando durante media hora, pero tuvo que retirarse agotado; La máquina seguía procesando.
Dr. Jack Howlett

## Uso posterior, renombrada como WITCH y desuso

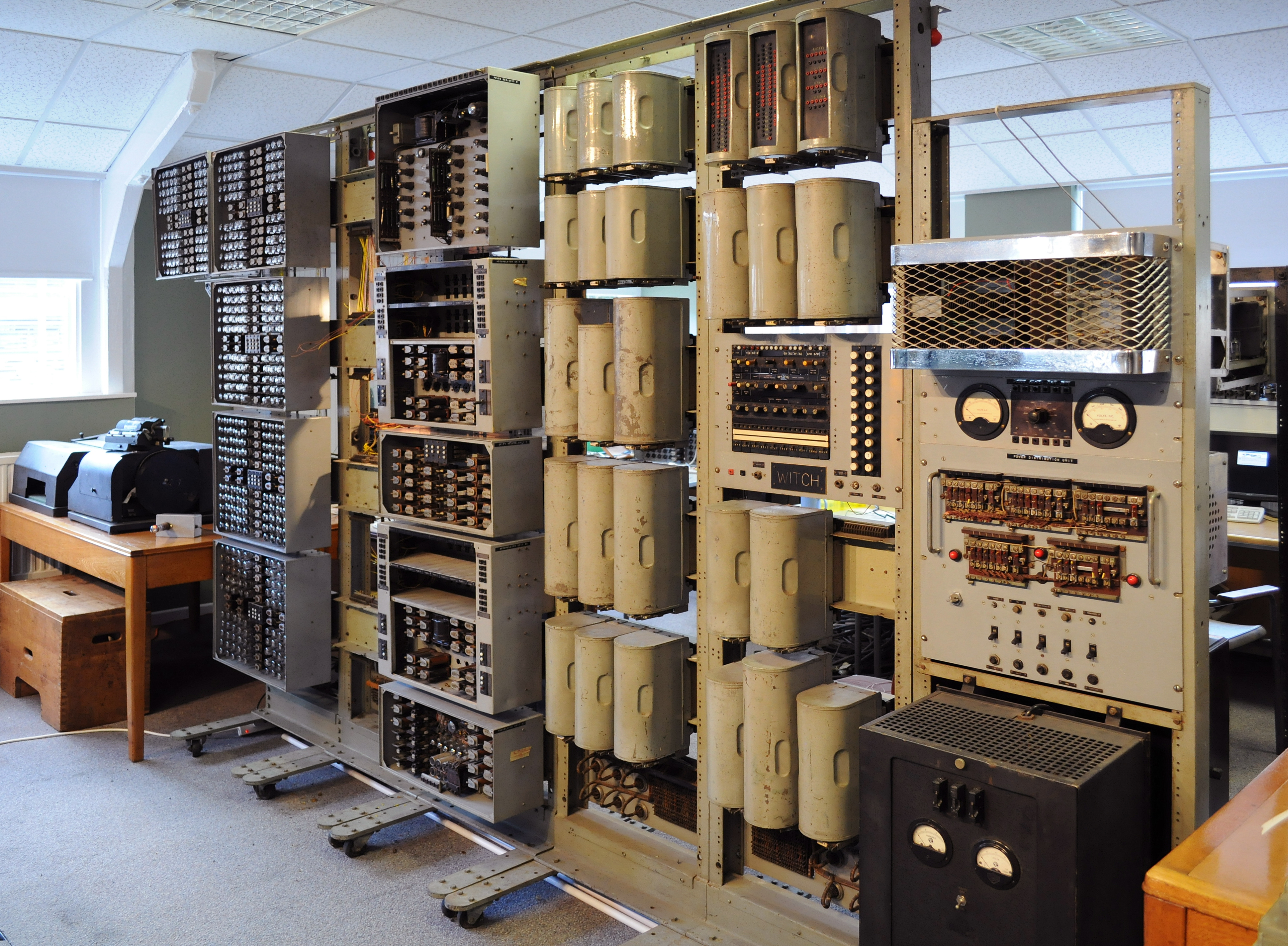
El Ordeandor Harwell Dekatron durante su restauración en el British National Museum of Computing, Bletchley Park, marzo de 2010.

En 1957, al final de su vida en Harwell, el Instituto Matemático de Oxford ideó un concurso para entregarlo al universitario que pudiera idear la mejor manera de mejorar su uso futuro. La competición era idea de John Hammersley, quién había trabajado en AERE anteriormente. El concurso fue ganado por la Universidad Técnica de Wolverhampton y Staffordshire (más adelante la Universidad de Wolverhampton) donde estuvo enseñando sobre computación hasta 1973. El ordenador fue rebautizado como la WITCH (BRUJA), acrónico de Wolverhampton Instrument for Teaching Computing from Harwell.
La BRUJA fue donada en 1973 al Museo de Ciencia e Industria, ubicado en  Birmingham. Después de que el museo cerrara en 1997, el ordenador fue desmontado y almacenado en el Centro de Colecciones de Museos del Ayuntamiento de Birmingham.

## Restauración

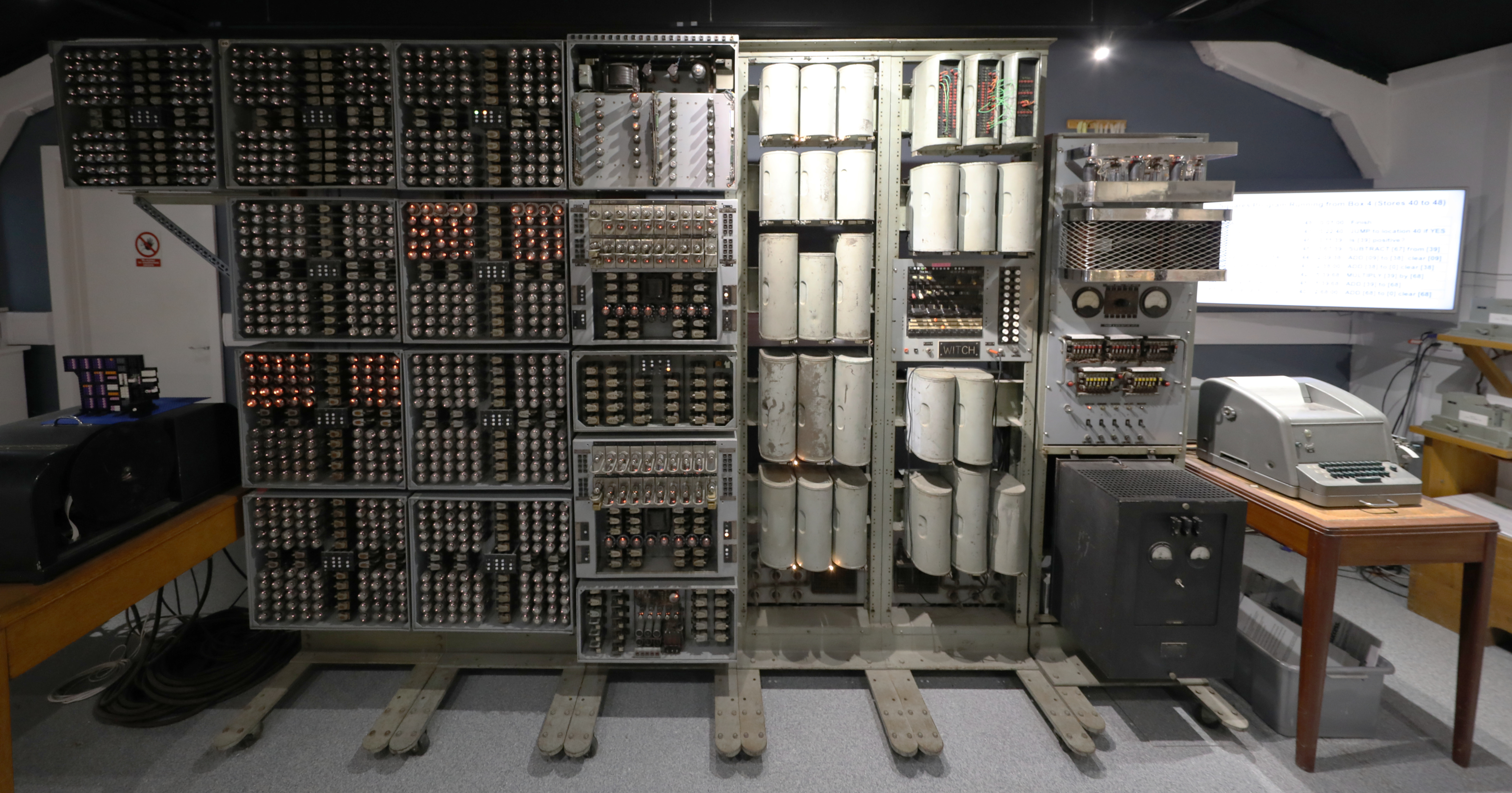
Vista frontal del ordenador Harwell Dekatron

En septiembre de 2009 la máquina fue prestada al Museo Nacional de Computar en Bletchley Parque, donde comenzó a ser restaurada para hacerla funcional como proyecto de Sociedad de Conservación del Ordenador. El museo, una entidad sin ánimo de lucro, invitó al público y al industria a patrocinar la restauración del Ordenador Harwell, a través de la adquisición de una de las 25 participaciones de 4500 libras cada cual. En 2012 la restauración fue completada con éxito.

## Más información
Se ha escrito un pequeño libro sobre la máquina y el proyecto de restauración, que incluye una descripción técnica breve de la máquina.
Hay también una serie de vídeos cortos con la máquina en operación en YouTube. Solo hay que buscar por Harwell Dekatron para encontrarlos.

## Pintura
Una pintura de 2 × 2'7 metros de la máquina, "Retrato de una bruja muerta", fue realizada por el artista John Yeadon en 1983. Después de ser exhibida en 1984 en las Escuelas y Universidad de Leicestershire, fue comprada por la autoridad local de educación de Leicestershire y prestada a una escuela local, la Newbridge High School de Coalville. A los dos años la escuela se convirtiera en una academia privada, y la pintura fue vendida en una subasta a un comprador privado no revelado.
Fue descubierta en la pared del Jam Street Cafe Bar en Mánchester. Kaldip Bhamber, que tiene un grado en bellas artes, no estaba al tanto de la procedencia de la pintura cuando la compró, ella quería algo grande y colorido para llenar una pared de su nuevo local. John Yeadon ha visitado la pintura en su nueva ubicación.